# Broadband Network Gateway

Diagramma di connessioni xDSL

Con il termine Broadband Network Gateway (BNG) o Broadband Remote Access Server (BRAS, B-RAS o BBRAS) si indica il dispositivo di rete che instrada il traffico da e verso il DSLAM sulla rete di trasporto di un Internet Service Provider.
Le funzioni fondamentali sono:
- Aggregare sessioni provenienti da uno o più DSLAM
- Fornire connettività di livello 2 (con sessioni PPP attraverso Ethernet o ATM)
- Applicare policy di QoS
- Fornire connettività di livello 3, instradando traffico IP attraverso la rete di trasporto di un operatore verso Internet